# ایگناسیو لوپز تارسو
ایگناثیو لوپز تارسو (اسپانیایی: Ignacio López Tarso‎؛ ۱۵ ژانویه ۱۹۲۵ – ۱۱ مارس ۲۰۲۳) بازیگر مشهور تئاتر و سینما اهل مکزیک بود.
از فیلم‌ها یا مجموعه‌های تلویزیونی که وی در آن‌ها نقش داشته است، می‌توان به نازارین اشاره نمود.